# Megalocolus chinensis
Megalocolus chinensis är en stekelart som beskrevs av Liu 2001. Megalocolus chinensis ingår i släktet Megalocolus och familjen bredlårsteklar. Inga underarter finns listade i Catalogue of Life.